# Thoriet
Het mineraal thoriet is een thorium-silicaat met de chemische formule ThSiO4. Het behoort tot de nesosilicaten.

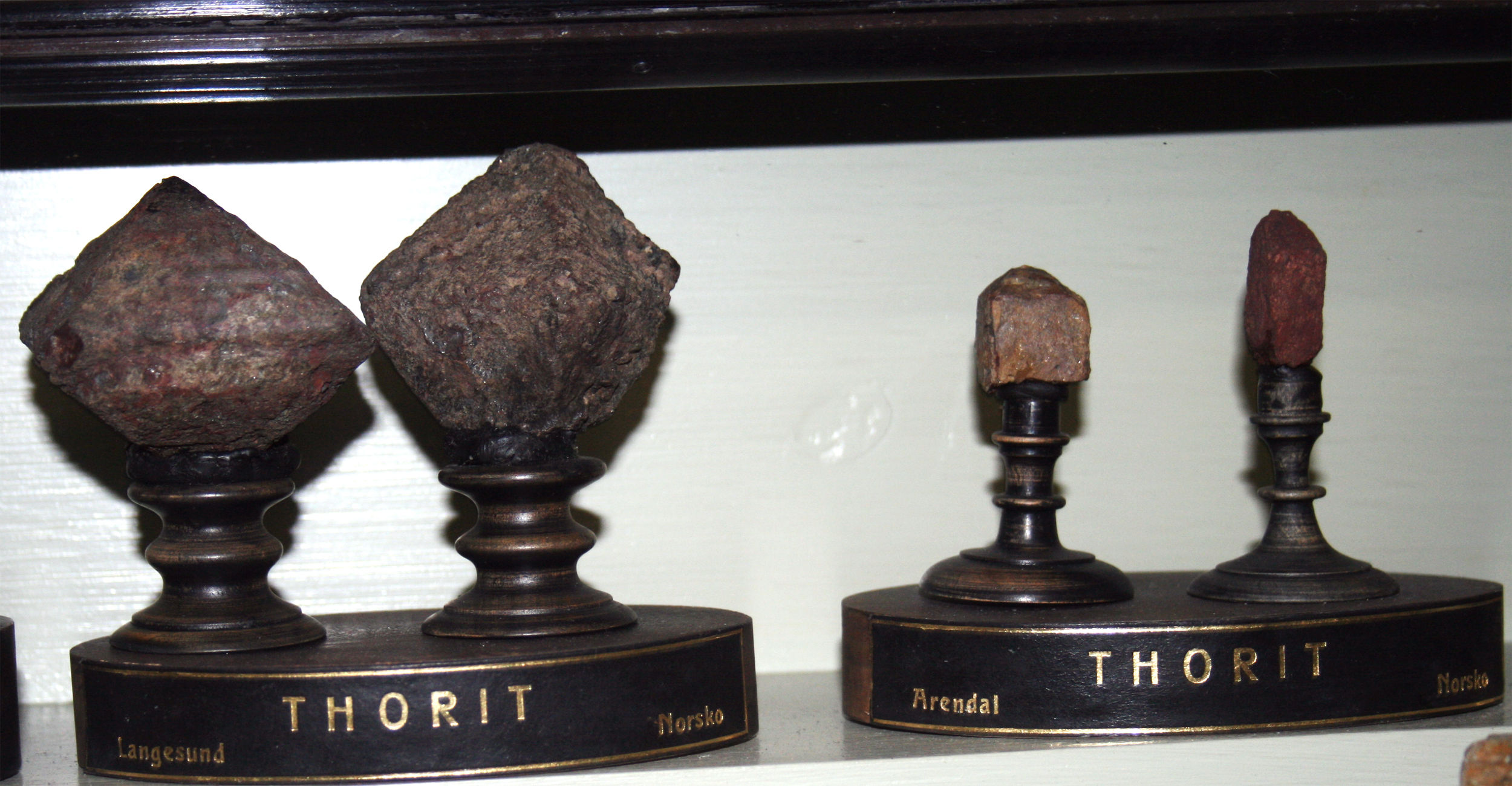
Thorite in Prague national museum

## Eigenschappen
Het oranje, geel- tot bruingele of donkerbruine thoriet heeft een lichtbruine streepkleur, het kristalstelsel is tetragonaal en de splijting is slecht volgens het kristalvlak [110]. De gemiddelde dichtheid is 5,35 en de hardheid is 5. Thoriet is zeer sterk radioactief. De gamma ray waarde volgens het American Petroleum Institute is 1.281.657,29.

## Naamgeving
De naam van het mineraal thoriet is afgeleid van de samenstelling; het element thorium.

## Voorkomen
Het mineraal thoriet komt voornamelijk voor in augiet-syeniet gesteente. De typelocatie is het eiland Lovo in Noorwegen. Het wordt ook gevonden in de Kemp uranium Mijn, Cheddar, Cardiff Township, Ontario, Canada en in Balangoda, Ratnapura, provincie Sabaragamuwa, Sri Lanka.